# Temple protestant de Nègrepelisse
Le temple protestant de Nègrepelisse est un édifice religieux situé 1 rue du Temple à Nègrepelisse, Tarn-et-Garonne. La paroisse est rattachée à l'Église protestante unie de France.

## Histoire

### Le premier temple
La Réforme atteint Nègrepelisse en 1560. Peu après commencent les guerres de religion en France avec le massacre de Wassy. En 1570, la troisième guerre de religion se termine avec la paix de Saint-Germain qui donne quatre places de sûreté pour deux années aux Protestants dont Montauban. L'arrière-pays de Montauban dont fait partie Nègrepelisse va devenir un foyer actif de la Réforme. Les protestants de Nègrepelisse transformèrent l'ancienne église Saint-Pierre-ès-Liens reconstruite au XVe siècle en temple protestant.

### Le deuxième temple
En 1619, Pau se révolte. Louis XIII l'occupe et après avoir reçu la soumission de la place forte de Navarrenx, il prononce par l'édit du 20 octobre 1620 le rattachement du Béarn et de la Navarre à la France et impose la réintroduction de la religion catholique qui avait été interdite par Jeanne d'Albret.
Le 25 décembre 1620, l'assemblée générale protestante de La Rochelle va décider de résister à cette pression catholique et conduire à une première rébellion et à créer un quasi État protestant dans le sud-ouest. Louis XIII décide le 10 mai 1621 de mobiliser les troupes royales pour rétablir son autorité dans les anciennes places de sûreté protestantes. Il échoue à reprendre la ville de Montauban dont il a entrepris de faire le siège en août 1621. Henri II de Rohan dirige la défense de la ville. Le roi doit lever le siège le 9 novembre 1621. Au début de 1622, Louis XIII a décidé de reprendre sa campagne contre les huguenots en réunissant son armée à Nantes pour reprendre le contrôle du Poitou et de la Saintonge. Les troupes protestantes du duc de Rohan sont battues le 16 avril 1622 et se replient sur La Rochelle. Les troupes royales continuent leur marche vers Montpellier. Le 10 juin 1622, l'armée royale prend Nègrepelisse entraînant le massacre de la population, le pillage de la ville et la destruction du temple, le 10 et 11 juin.
En 1646, Henri de Turenne, comte de Nègrepelisse, obtient de la Régence de Louis XIV l'autorisation de reconstruire la ville. Les catholiques avaient repris leur église. Un temple est alors reconstruit à la lisière de la ville, à l'emplacement du temple actuel, d'après le « livre de Raison » de la famille Dumas.
Louis XIV, ayant repris la direction des affaires du royaume, décide par l'arrêt du Conseil du 1er février 1669 que tous les temples reconstruits après l'édit de Nantes, en 1598, doivent être détruits. En 1670, la communauté protestante de Nègrepelisse a dû détruire le temple à ses frais.
En 1685, avec l'édit de Fontainebleau révoque l'édit de Nantes. Les dragonnades ont obligé les Protestants à choisir entre abjurer pour devenir catholiques et quitter le royaume vers la Hollande, l’Angleterre ou l’Allemagne.
L'édit de tolérance de 1787 va arrêter les poursuites contre les Protestants. La liberté de culte n'est reconnue que par la Déclaration des droits de l'homme et du citoyen de 1789.

### Le troisième temple
Napoléon Ier a signé un décret le 4 avril 1806 autorisant la reconstruction du temple de Nègrepelisse.
Un certain Pernelet a dressé les plans du nouveau temple qui est construit par Jean-Pierre et Jean Fuziès, maçons de Nègrepelisse, à l'emplacement du deuxième temple d'après le plan cadastral napoléonien. Le nouveau temple est achevé et dédicacé en 1820.
La faiblesse des moyens utilisés a conduit à une dégradation rapide de l'édifice. En 1868 il est décidé de le reconstruire.

### Quatrième temple
La conception du nouveau temple est soumise à un concours entre deux architectes, Jules Bourdais et Théodore Olivier, architecte diocésain et architecte départemental du Tarn-et-Garonne depuis 1866. Théodore Olivier est écarté car sa proposition est trop semblable au troisième temple.
Jules Bourdais a aussi été chargé de la reconstruction de l'église Saint-Pierre-ès-Liens de Nègrepelisse.
L'entrepreneur chargé des travaux est Jean Coulonjou, de Nègrepelisse.
Les travaux sont réalisés rapidement. Le 1er mai 1869 le bâtiment est hors d'eau. Le temple est dédicacé le dimanche 23 juin 1870 par le pasteur Fournier.
L'édifice a été classé au titre des monuments historiques le 19 mai 1994.

## Description
Jules Bourdais a expliqué les choix de son plan dans la Gazette des architectes et du bâtiment de 1869.

### Cahier des charges
« Le devra contenir 800 places en temps ordinaire, at au besoin 1 000 places aux jours de grandes fêtes en se serrant davantage et en occupant tous les couloirs. Un tiers des assistants pourra occuper les tribunes, les deux tiers placés à rez-de-chaussée. Le parquet, élevé d'une marche, contiendra la chaire et la table de communion et 24 places pour les anciens. Le vaisseau sera d'un seul tenant sans colonne ni point d'appui quelconque gênant la vue. Tous les auditeurs devront être massés le plus près possible de la chaire. La dépense totale n'excèdera pas 50 000 francs ».

### Choix de l'architecte
Après avoir déterminé la répartition des auditeurs, Jules Bourdais détermine la disposition :
« Cette surface correspondait soit à un cercle de 18,60 m de diamètre, soit à un carré de 16,50 m de côté. J'écartais le cercle comme trop cher de construction. Restait à couvrir d'une seule portée le carré de 16,50 m. L'économie demandait d'élever peu les murs et cependant le moindre apport acceptable entre la largeur de 16,50 m et la hauteur exigeait de donner à ces murs 12 m au plus. De là des contreforts onéreux pour tenir la poussée. J'y renonçai ».
« Il fallait dès lors que les simples murs temple fassent office de contreforts. Alors, j'imaginai de rentrer les angles en dedans et en élargissant les branches de la croix ainsi formée, j'eus quatre points d'appui très rigides sur lesquels je pus faire reposer deux fermes diagonales. Je portais à 17,20 m la longueur des deux branches de la croix et à 2,60 m les angles rentrants. Je pus limiter à 8,30 m la hauteur des murs sous plafond tout en obtenant 11 m au milieu de la voûte. Pour faire agir la poussée de la charpente le plus prés possible du pied des murs j'adoptais la partie de contrefiches en partie vue faisant office de colonnes appuis obliques et sur les points d'intersection de ces colonnes et de l'entrait horizontal j'établis les arbalétriers des fermes. Les quatre branches de croix étant terminés par des murs pignons, un simple empannage du faîte à l'égout complète cette charpente simple. »
Bourdais faisait partie d'un cercle d'architectes proches d'Eugène Viollet-le-Duc. Il reprend dans le temple une solution de colonnes inclinées qu'il avait proposée dans ses Entretiens sur l'architecture. Ces colonnes inclinées ont aussi été reprises par Louis-Ernest Lheureux (1827-1898) dans la Bibliothèque de l'École de Droit, en 1876.
Jules Bourdais était un ingénieur de l'École centrale égaré dans l'architecture. De ses études il a aussi tiré une idée astucieuse pour mieux faire percevoir la parole du pasteur en chaire. Au lieu du traditionnel abat-voix, il a placé dans le mur pignon un réflecteur parabolique dont le foyer se trouve au niveau de la tête du pasteur. Le centre du réflecteur se trouve au niveau de la Sainte Bible peinte sur le mur.

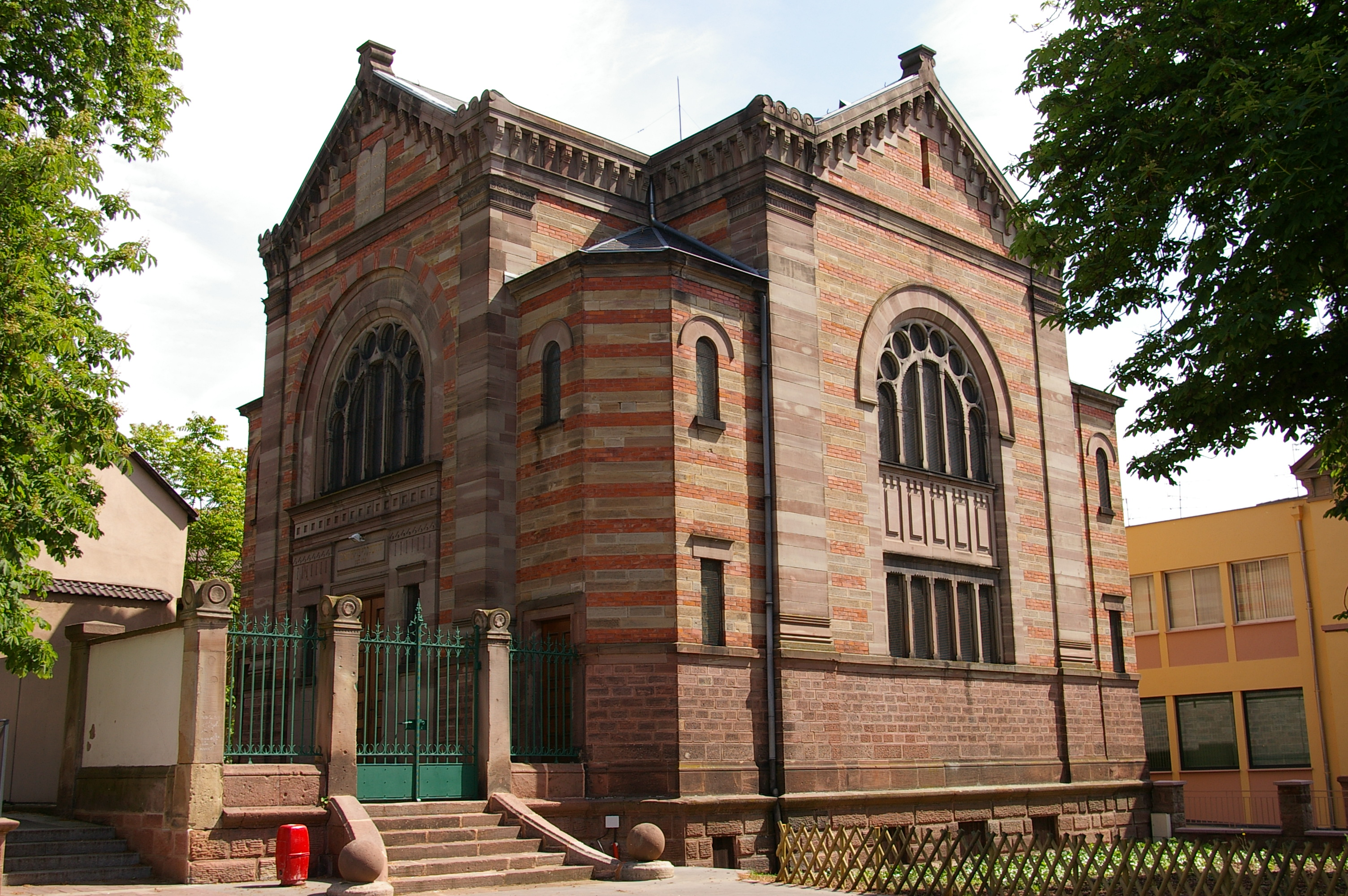
La synagogue de Sélestat

Jules Bourdais a prévu d'utiliser pour les façades deux types de briques de façon à leur donner une bichromie. Cependant comme l'entreprise en charge n'est pas parvenue à fournir ces deux types de briques, comme l'écrit Jules Bourdais, « on n'a pas voulu me laisser employer la brique rouge en parement... Par la suite, j'ai été obligé de peindre les murs ». Les façades ont été recouvertes de badigeons de couleurs simulant l'alternance de couleurs voulue mais qui s'est effacée avec le temps.
Ces choix architecturaux ont peut-être influencé l'architecte qui a réalisé la synagogue de Sélestat.
Le décompte définitif des travaux fait le 12 juillet 1870 s'élève à 41 888,54 francs auxquels il faut ajouter la réclamation de l'entrepreneur de 6 080,80 francs pour travaux supplémentaires. Le total est donc bien inférieur au devis estimatif de 50 000 francs présenté par l'architecte.